# Festival Iberoamericano de Teatro de Cádiz

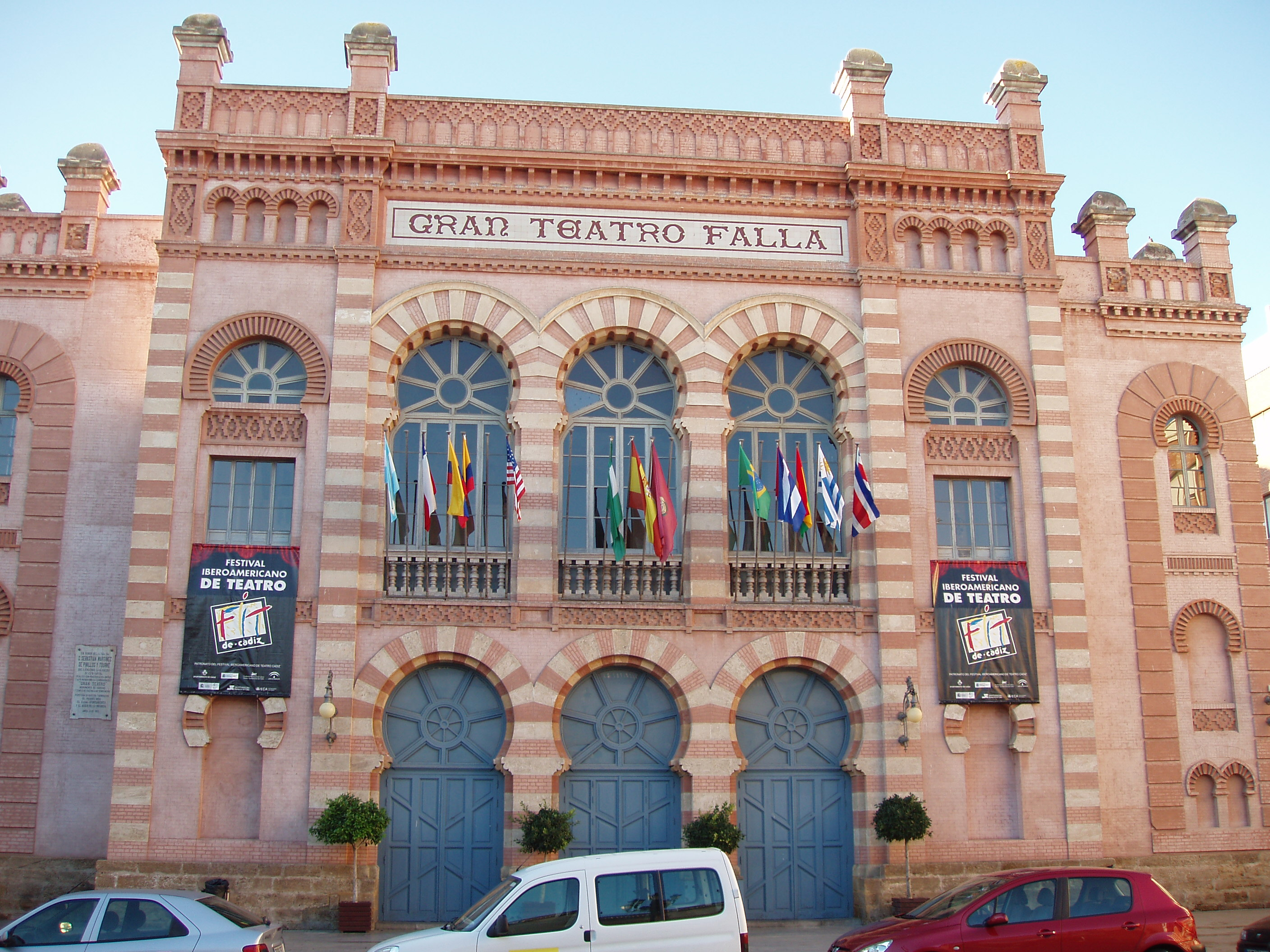
La fachada neomudéjar del Gran Teatro Falla, en Cádiz, uno de los espacios que albergan el festival dramático iberoamericano.

El Festival Iberoamericano de Teatro de Cádiz (FIT) es un festival de teatro que desde 1985 se celebra anualmente en la citada ciudad española en el mes de octubre. En sus primeras seis ediciones (1986-1992) fue dirigido por Juan Margallo.
Ha recibido numerosos premios por su labor en España e Iberoamérica, destacando la Medalla de Oro al Mérito en las Bellas Artes 2003 y el Patrocinio Oficial de la UNESCO en 1994. El festival está hermanado con otros dedicados al teatro: Festival de Teatro de La Habana (1995), el de Festival Latinoamericano de Teatro de Manizales (1996), el FITAZ (Festival Internacional de Teatro de La Paz) (2002), y el Festival de las Artes de Costa Rica (2008).
En sus diferentes ediciones han recibido premios u homenajes: Nati Mistral, Antonio Gala, Albert Boadella, José Monleón Bennacer, María Dolores Pradera, Concha Velasco, Griselda Gambaro, la cubana Alicia Alonso, Nuria Espert, Enrique Buenaventura y el grupo La Cuadra de Sevilla, entre otras entidades y personalidades del mundo del espectáculo.